# Vladimír Křivánek
Vladimír Křivánek (7. května 1951 Kolín – 21. dubna 2022) byl český básník, literární historik, kritik, vysokoškolský pedagog, editor a překladatel, který mimo jiné působil na Pedagogické fakultě Univerzity Hradec Králové.

## Život
Narodil se v roce 1951 v Kolíně. Jeho otec byl technický úředník, mezi roky 1959 a 1966 vykonával profesi obchodního zástupce v Číně a na Kubě. Tehdy navštěvoval českou základní školu při tamních velvyslanectvích. Po návratu rodiny do Čech vystudoval Střední všeobecně vzdělávací školu v Hořicích v Podkrkonoší (1966–1969) s maturitou v Praze a po roce 1970, v němž pracoval jako prodavač v antikvariátu, vystudoval učitelství češtiny a dějepisu na Pedagogické fakultě Univerzity Karlovy v Praze (1974 závěrečná práce Pojetí romantismu v díle K. H. Máchy a M. J. Lermontova). Poté pár let pracoval v Kladně jako učitel na základní škole (1974–1976), načež se stal pracovníkem Ústavu pro českou a světovou literaturu ČSAV (bibliograf, odborný pracovník oddělení dějin české literatury). Na konci 70. let 20. století získal na Filozofické fakultě Univerzity Karlovy titul PhDr. (1978 závěrečná práce Podoby historismu v české obrozenské próze předbřeznové) a začal navštěvovat Bulharsko, kde se od té doby několikrát účastnil letní školy bulharistiky v Sofii, což mu umožnilo komparatistická studia a občasné překlady.
O jedenáct let později se na přelomu osmdesátých a devadesátých let (1989–1990) stal zakládajícím šéfredaktorem časopisu mladé literatury Iniciály. Vzápětí se až do roku 2005 stal odborným asistentem a následně docentem na katedře české literatury Pedagogické fakulty Univerzity Karlovy a mezi roky 1994 a 1997 jejím vedoucím. To již měl titul kandidáta věd CSc. od Ústavu pro českou literaturu AV ČR z roku 1995 (závěrečná práce Počátky lyriky májovců a Máchovo dědictví), už předtím půlroční zkušenost mezi roky 1992 a 1993 se studijním pobytem v Londýně na Škole slovanských a východoevropských studií na Londýnské univerzitě a od roku 1998 pozici vědeckého pracovníka Ústavu pro českou literaturu AV ČR, v. v. i., kde působil také jako oborový redaktor sekce poezie pro Dějiny české literatury 1945–1989. Na Univerzitě Karlově rovněž vedl kurzy tvůrčího psaní poezie (Pedagogická fakulta a Institut základů vzdělanosti), které vedl také na Literární akademii (Soukromá vysoká škola Josefa Škvoreckého).
Titul docenta teorie a historie české literatury získal roku 2001 na Filozofické fakultě Univerzity Palackého v Olomouci (závěrečná práce Býti básníkem v Čechách. Studie a eseje o české poezii od Máchy po dnešek). Pedagogicky působil také na Literární akademii (2000-2004), Pedagogické fakultě Technické univerzity v Liberci (2005–2007) a od roku 2008 už jako profesor na Pedagogické fakultě Univerzity Hradec Králové, kde působil až do své smrti. Profesorský titul, přesněji titul profesora dějin slovanských literatur se zaměřením na dějiny české literatury, získal na návrh vědecké rady Univerzity Palackého v Olomouci (práce Kolik příležitostí má báseň. Kapitoly z české poválečné poezie 1945-2000) i za podíl na tvorbě a redigování čtyřsvazkových akademických Dějin české literatury 1945–1989.
V letech 2001–2011 byl předsedou občanského sdružení Litterula a v letech 2008–2011 Obce spisovatelů. Byl členem Českého centra Mezinárodního PEN klubu, Umělecké besedy, občanského sdružení Slovo a hlas a Literárněvědné společnosti.

## Tvorba

### Dobový kontext
Jak je uvedeno v heslu o Vladimíru Křivánkovi na Portálu české literatury parafrází komentáře Jiřího Opelíka v jeho doslovu ke Křivánkovu bilančnímu svazku Zátiší s loňskými ořechy, „tento lyrik vstoupil do české poezie v jakémsi meziaktí a do prostoru, kdy generačně provázané milieu básníků 60. let minulého století bylo roztrháno nástupem normalizace a odchodem mnohých do exilu a kdy se rovněž nemohla profilovat poezie bran a východisek z totalitní tmy, objevující se sice v náznaku u některých autorů 80. let (k nimž náležel i Křivánek), ale plně se uplatňující až v lyrické explozi 90. let.“ Dále se zde upozorňuje na to, že v oné době už byl zavedeným autorem, jehož první knihy pocházejí z 80. let 20. století, „a proto se nemohl příkře, třeba novou poetikou, rozejít se svou kontinuálně a niterně se vyvíjející poezií, která jako by vždy kráčela mimo generace..." Ve svých prvních sbírkách Vypouštění holubice a Nahé stromy se ještě hlásí ke generační tendenci té doby směrem k výraznější alegoričnosti a tajemnosti. Představu o tom, do jaké kategorie soudobých českých literátů spadal, poskytuje Bílkova Generace osamělých běžců, která jako o tzv. „mezigeneraci“ v českém básnictví 2. poloviny 20. století, jejíž představitelé „hledali své místo a putovali ze židle na židli“, hovoří vedle Křivánka také o Lubomíru Brožkovi, Jiřím Kamenovi, Bohumilu Hrabalovi, Věře Chytilové, Zdeně Bratršovské či Jiřím Rulfovi.

### Pole působnosti
V jeho tvorbě jsou jasně rozlišitelné linie – poezie, literární historie, literární kritika, popřípadě i pedagogika. Své literárně historické a kritické, bohemistické, ediční i interpretační schopnosti dokázal zužitkovat i ve své vlastní lyrické tvorbě. Oblastí Křivánkova literárněhistorického zájmu je především poezie, speciálně pak česká poezie 19. a 20. století. Zabývá se dílem Karla Hynka Máchy, Jana Nerudy, Vladimíra Holana a dalších literárních osobností.

### Charakteristika tvorby
Jeho lyrická tvorba by se dala definovat jako reflexivní poezie s meditativní, existenciální, retrospektivní, filozoficko-přírodní a lyricky kosmickou tendencí. V autorském heslu na Portálu české literatury se o charakteru Křivánkovy poezie uvádí, že k „základním tónům ticha, soustředění, meditace, niterné reflexe a přemítavosti se přirozeně druží i Křivánkovy lyrické nástroje a finesy...“ Zároveň se tu v souvislosti s charakterem jeho lyrické tvorby hovoří o „niterné polaritě básníka touhy, vášně, milostného citu a snu...", s čímž se pojí také motivy osamělosti. Upozorňuje se také na jeho sklon „k precizní a lakonické přesnosti básní stále víc se koncentrujících a zapouzdřujících, spějících – metaforicky řečeno – od plného, rozvitého tvaru nejprve k torzu, posléze k jeho pokračující destrukci, nakonec vždy upomínající na prvotnost východiska, skály, kamene, úlomku verbálních hornin, ze kterého je tesán nejen tvar, ale i život.“ Podstatné je i to, že „Od třetí knihy, Kameny písní, přes Testamenty, Krajinu s torzy až k Tušovým kresbám plasticky a reliéfně vystupuje z veršových sítí, pavučin a nástrah nezachytitelnost toho, co se skrývá za obrazem, i toho, co se vyjevuje pouze v náznaku, nikoli v podstatnosti.“
Jeho lyrika svým způsobem navazuje na lyriku takových osobností české poezie, jakými byli Josef Hora, Vladimír Holan nebo Jan Skácel, k jehož lyrické tvorbě má ta Křivánkova svým charakterem patrně nejblíže. Ve Skácelově lyrické tvorbě nacházel inspiraci, co se týče Skácelova živelného a milostně dramatického a vášnivého akcentu poezie, a od své třetí sbírky Kameny písní se začal blížit Holanovi v jeho tendenci k poetizaci nadčasových a metafyzických otázek. Na webu Slovníku české literatury se zase v autorském heslu o Křivánkovi uvádí, že je to zejména Josef Hora, jehož lyrická tvorba měla na Křivánka v jeho sbírkách Vypouštění holubice, Nahé stromy a Kameny písní zásadní vliv. Také se tu píše, že Křivánkovo „úsilí o dosažení umělecké svébytnosti je doprovázeno reflexí vlastního tvůrčího procesu i obecné povahy básnictví“ a že po versologické stránce se Křivánkova poezie vyvíjí „od volného verbalistického verše k významově hutnějšímu verši vázanému a stručným strofickým útvarům; výchozí slovesnou i obraznou odtažitost a ornamentálnost postupně překonává stupňující se předmětností výrazu.“
Bílkova Generace osamělých běžců souhrnně charakterizuje tradiční Křivánkovu poezii jako zpověď „o potřebě lásky, souznění, čistoty, něhy, ale i o vědomí samoty,“ přičemž upozorňuje, že je introvertní a jejím stěžejním tématem je „čas; čas, který relativizuje i ony ,věčné hodnoty a pravdy, čas, který připomíná pomíjivost lidské existence...“ Co se týká charakteru Křivánkovy literárně historické tvorby, na základě svých starších interpretačních příspěvků a vlastních poznatků vytvořil rámcové portréty zásadních osobností české literatury 19. století (Karel Hynek Mácha, Jan Neruda). Při reflexi a hodnocení lyrické tvorby svých básnických vrstevníků v 80. letech umně skloubil postupy literární interpretace a kritiky, což vyústilo v řadu hodnotných recenzí. Ve svých studiích a esejích o české literatuře v souborech Býti básníkem v Čechách a Kolik příležitostí má báseň zase osciluje mezi kritickým a historickým přístupem k daným tématům.

### Konkrétní tvorba

#### Poezie
Poprvé zveřejnil své verše roku 1968 v poetické vinárně Viola (pořad mladých básníků Verše naboso) a od roku 1977 začal publikovat své básně časopisecky (český jazyk a literatura, Česká literatura, Iniciály, Kmen, Lidové noviny, Literární archiv, Literární měsíčník, Literární noviny, Mladá fronta, Nové knihy, Tvorba aj.)

#### Básnické sbírky
- Vypouštění holubice (1982)
- Nahé stromy (1985)
- Kameny písní (1990)
- Testamenty (1999) – po formální stránce tvořena výhradně „skácelovskými“ čtyřveršími
- Krajina s torzy (2001)

- Víno (2002) – neprodejná bibliofilie

- Tušové kresby (2003)
- Zátiší s loňskými ořechy (2004)

- Bolest (2008) – CD zpívané a dramatizované poezie, neprodejné

- Pijáci melancholie (2009)

- Adieu Paris (2013)

#### Knižní odborné publikace
- Jan Neruda (1983) – Souhrnná interpretační monografie zpracovávající celou šíři Nerudovy tvorby a sledující literárněhistorické souvislosti autorova tvůrčího vývoje.
- Karel Hynek Mácha (1986) – Literárněhistorická interpretační monografie o životě, díle a ohlasu K. H. Máchy.
- Býti básníkem v Čechách. Studie a eseje o české poezii od Máchy po dnešek (1999) – Soubor statí, esejů a interpretačních studií.
- Kolik příležitostí má báseň. Kapitoly z české poválečné poezie 1945–2000 (2007) – Literárněhistorický soubor studií.
- Vladimír Holan básník (2010) – Monografie sledující život a kontext díla V. Holana, doprovozena obrazovým materiálem.

#### Účast v týmových pracích
- Slovník české literatury 1970-1981 (1985)
- Rozumět literatuře 1 (1986)
- Slovník světových literárních děl 1, 2 (1988)
- Lexikon české literatury 2/I (1993)
- Malý slovník literárních pojmů a autorů (1994)
- Český dekameron 1969-1992 (1994)
- Dějiny české literatury 1945-1989 I.-IV. (2007, 2008)

#### Příspěvky ve sbornících
- A Contribution to the Study of Developmental Interconnexions in the Czech Realist and Naturalist Short-Story (1985)
- Úderem tepny (1986)
- Christo Botev (1990)
- Studie o české literatuře na přelomu století (1991)
- Václav Černý – Život a dílo (1996)
- Hospody a pivo v české společnosti (1997)
- Rok 1947 (1998)
- Jak reflektujeme českou literaturu vzniklou v zahraničí (2000)
- Bítov '99 (2000)
- Návraty k velkým (2000)
- František Langer na prahu nového tisíciletí (2000)
- U jednoho stolu (2000)
- Zlatá šedesátá (2000)
- Deset let poté (2000)
- Krok k autorské existenci (2002)
- Miscellanea theatralia (2005)
- Škvorecký 80 (2005)
- Studia Moravica IV. Symposiana (2006)
- Vladimír Holan a jeho souputníci (2006)
- Rozprava o současné poezii (2006)
- Prostor v jazyce a v literatuře (2007).

#### Uspořádání, vydání a redigování
- K. Bednář. Sladkost hořkosti (výbor, 1987)
- F. Gellner. Teplo zhaslého plamene (výbor, 1989)
- Jan Neruda 1991 (sb., 1992)
- Poezie: antologie básnických textů (čítanka pro 6.-9. třídu základní školy) (1993, s J. Hrabákovou a A. Stejskalovou)
- Autenticita a literatura (1999)
- Báseň mého srdce (2005, s N. Richtrovou a K. Pioreckým).

#### Překlady
- BRADBURY, Malcolm a kol. Atlas literatury. Literární toulky světem. (2003)

## Ukázky z díla
- Kameny písní

Krajina s písní
Krajina jako pohlazení
oživí všechno co jsi prožil
důvěrně známý dotek ženy
vodu tekoucí peřejemi
a co jsi našel musíš vrátit
co objímáš to musíš ztratit
vodu tekoucí peřejemi
důvěrně známý dotek ženy
dnes víš že jen do prázdných dlaní
horoucí písně uléhají
vše co jsi našel co jsi ztratil
ať zrcadlí se do závrati